# North Point (Coronation Island)
Der North Point (englisch für Nordspitze) ist die nördlichste Landspitze von Deception Island im Archipel der Südlichen Shetlandinseln. Sie liegt nordöstlich der Kendall Terrace.
Polnische Wissenschaftler benannten sie 1999.